# Quintanaélez

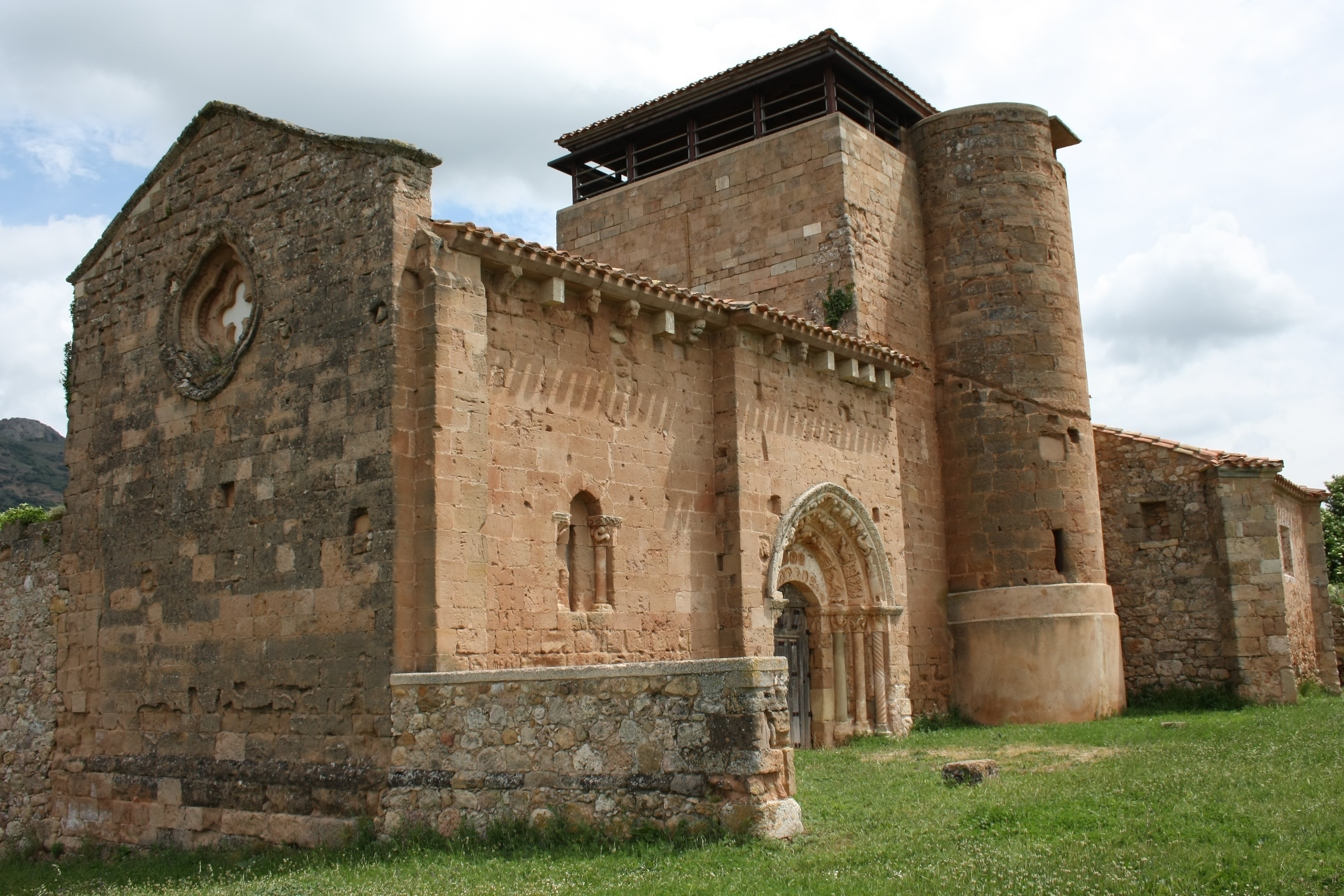
Soto de Bureba – Iglesia de San Andrés

Quintanaélez ist ein Ort und eine Gemeinde (municipio) mit nur noch 47 Einwohnern (Stand: 2024) in der nordspanischen Provinz Burgos in der Autonomen Gemeinschaft Kastilien und León. Zur Gemeinde gehören auch die Weiler (pedanías) Marcillo, Quintanilla cabe Soto und Soto de Bureba.

## Lage und Klima
Quintanaélez liegt in den Südhängen der von Bergbächen durchzogenen Montes Obarenes in der historischen Landschaft der Bureba in einer Höhe von ca. 715 m. Die Großstadt Burgos ist gut 60 km in südwestlicher Richtung entfernt; sehenswert sind auch die Städtchen Briviesca (ca. 15 km südlich) und Frías (ca. 20 km nördlich). Das Klima ist gemäßigt bis warm; der für spanische Verhältnisse reichliche Regen (ca. 705 mm/Jahr) fällt – mit Ausnahme der eher trockenen Sommermonate – übers Jahr verteilt.

## Bevölkerungsentwicklung
| Jahr      | 1857 | 1900 | 1950 | 2000 | 2021 |
| Einwohner | 460  | 419  | 479  | 98   | 43   |

Infolge der Mechanisierung der Landwirtschaft, der Aufgabe bäuerlicher Kleinbetriebe („Höfesterben“) und der dadurch ausgelösten „Landflucht“ ist die Einwohnerzahl der Gemeinde in der zweiten Hälfte des 20. Jahrhunderts deutlich gesunken.

## Geschichte
Die Entstehung der vier Weiler dürfte auf die Zeit der Rückeroberung (reconquista) und Wiederbesiedlung (repoblación) der Region zurückgehen. Aus dem 12. Jahrhundert gibt es mehrere Hinweise, dass zumindest *Soto de Bureba möglicherweise (als Priorat ?) zum ca. 20 km entfernten und ehemals bedeutenden Kloster von San Salvador de Oña gehört haben könnte.

## Sehenswürdigkeiten
- Die Kirche von Quintanaélez ist arg verwinkelt und heruntergekommen.
- Die aus exakt behauenen Steinen errichtete gotische Kirchenruine von Quintanilla cabe Soto liegt einsam auf einer Anhöhe. Im Innern gibt es noch Gewölbe- und Freskenreste.
- Die im Weiler Soto de Bureba befindliche Iglesia de San Andrés ist eine der bedeutendsten romanischen Kirchenbauten des 12. Jahrhunderts in der Provinz Burgos.[4] Die Steinbearbeitung ist außen wie innen exakt und aufwändig und somit für eine Dorfkirche ungewöhnlich. Zu beachten ist vor allem der Figuren- und Ornamentschmuck in den Archivolten des leicht aus der Wandflucht hervortretenden und – laut Inschrift – von „Petrus de Ega und Ihohannes Micael“ geschaffenen Südportals, aber auch die Phantasiefiguren in den Kapitellen der beiden Fenster sind einen Blick wert. Das Innere der nur durch kleine Fenster belichteten tonnengewölbte Kirche ist einschiffig und nahezu schmucklos.

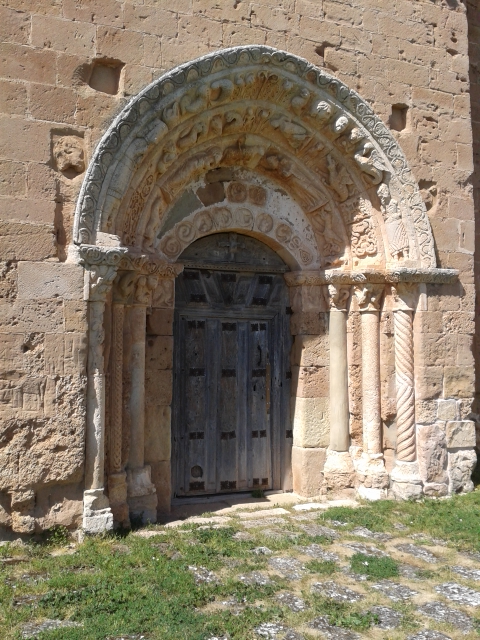
Südportal
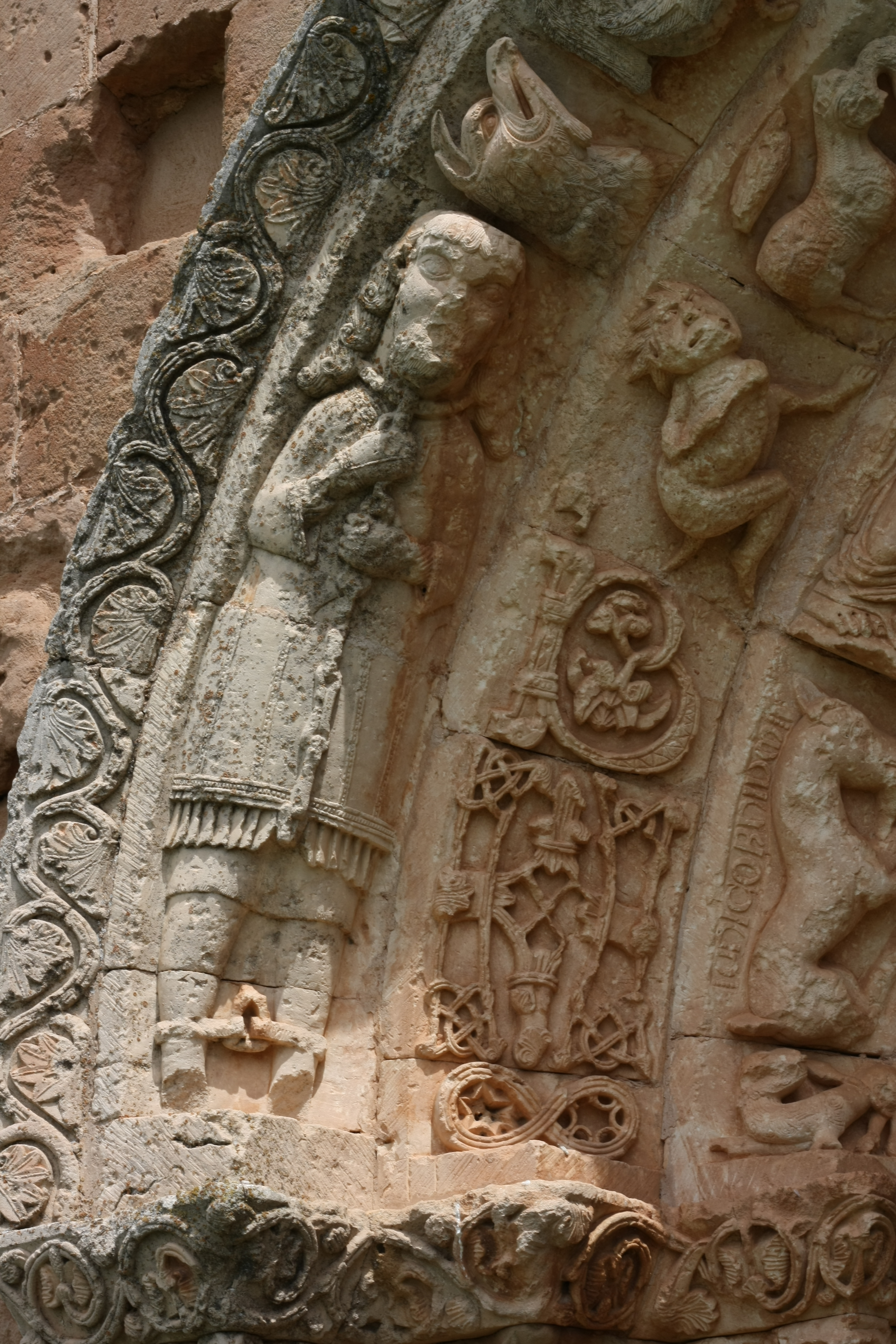
Mann in Ketten
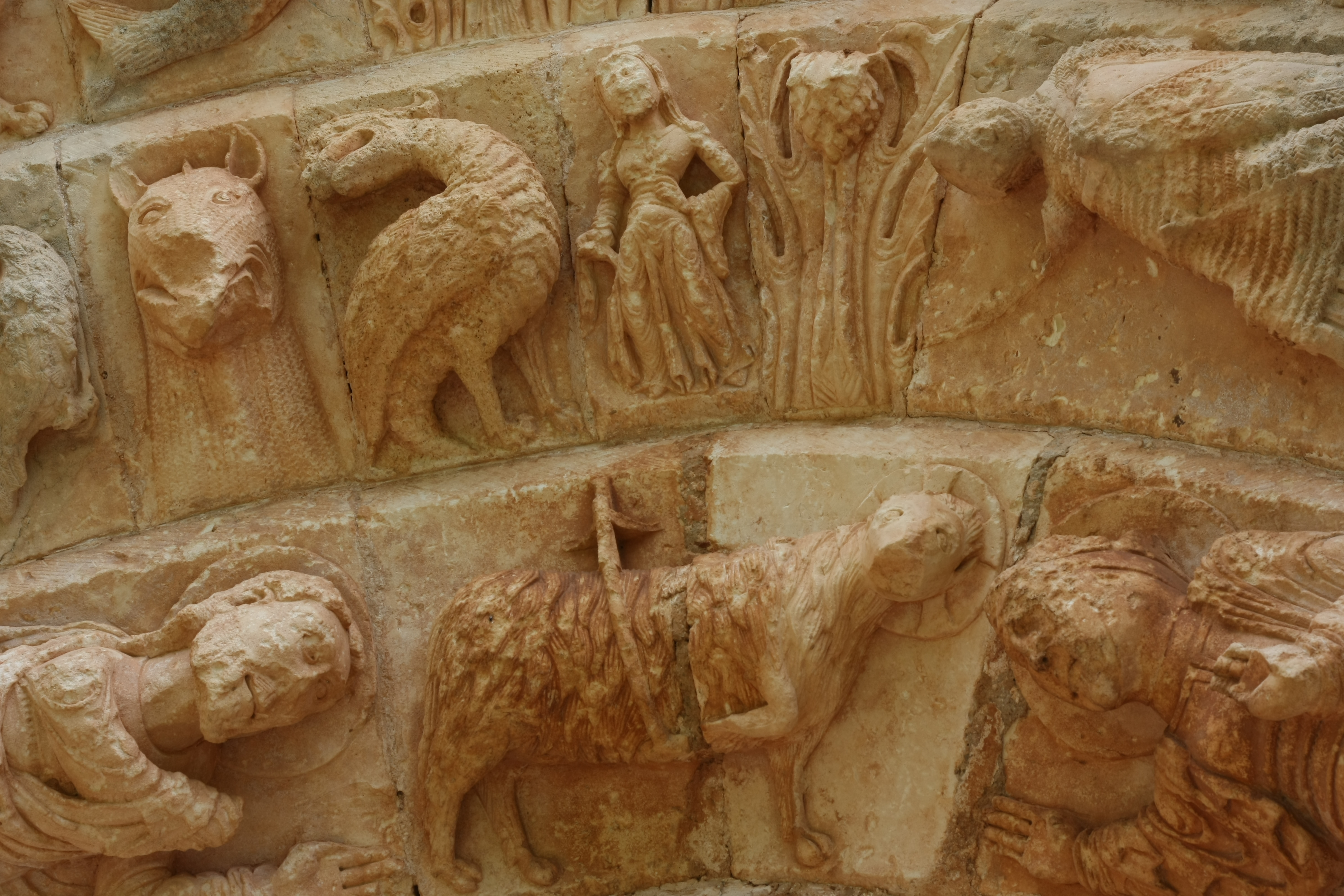
Lamm Gottes und Apostel(?)
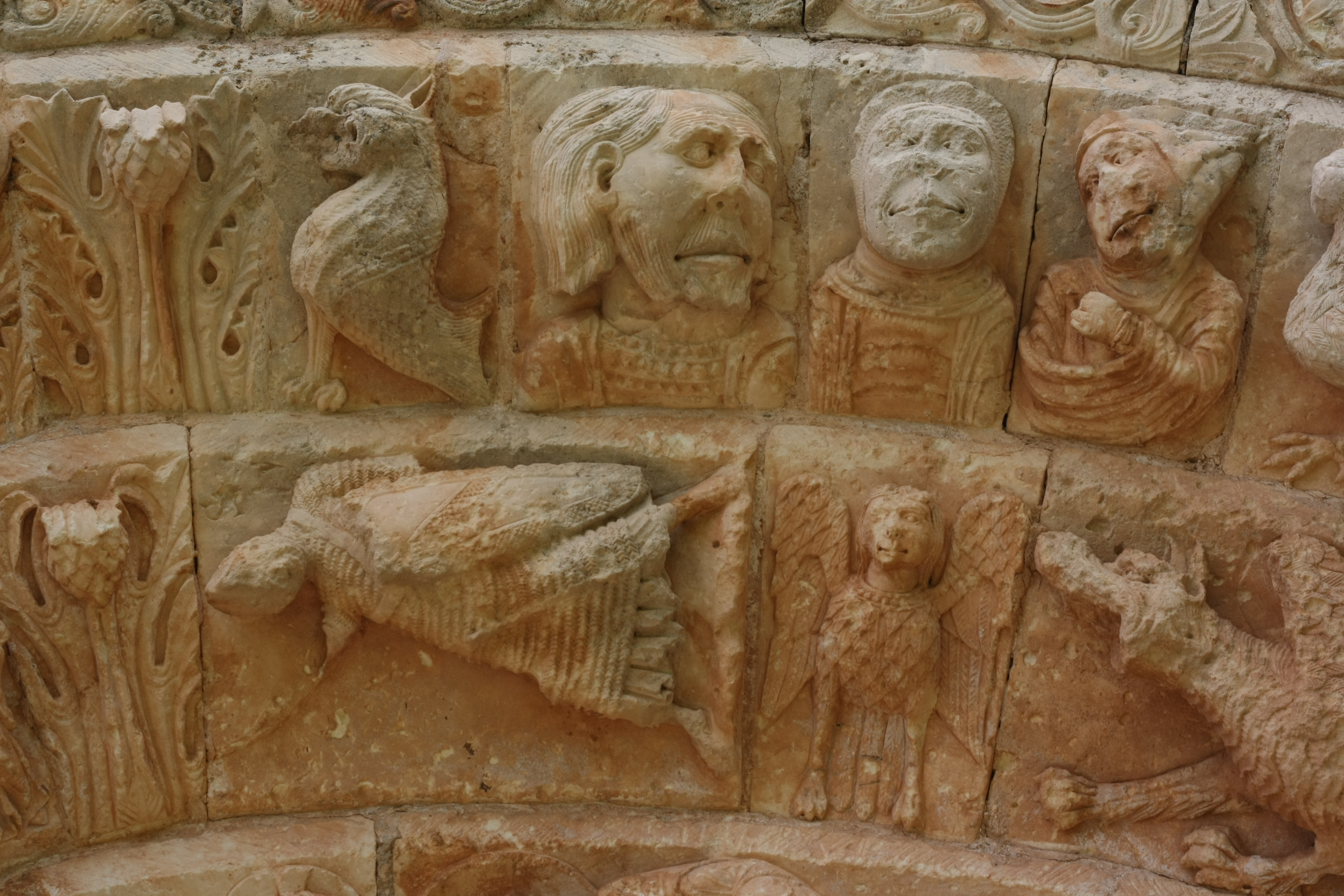
Ritter, Tiere und Köpfe
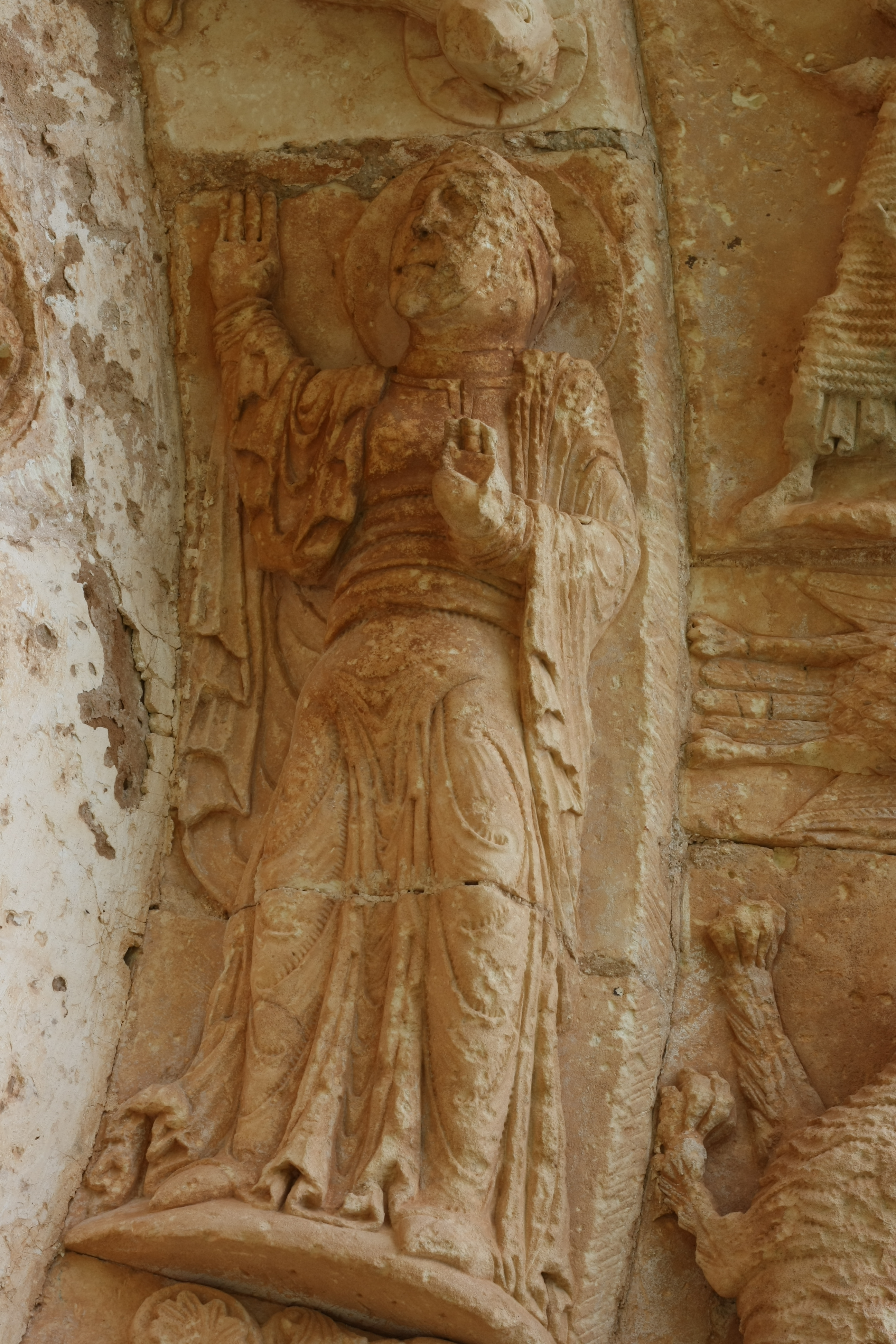
Heiliger
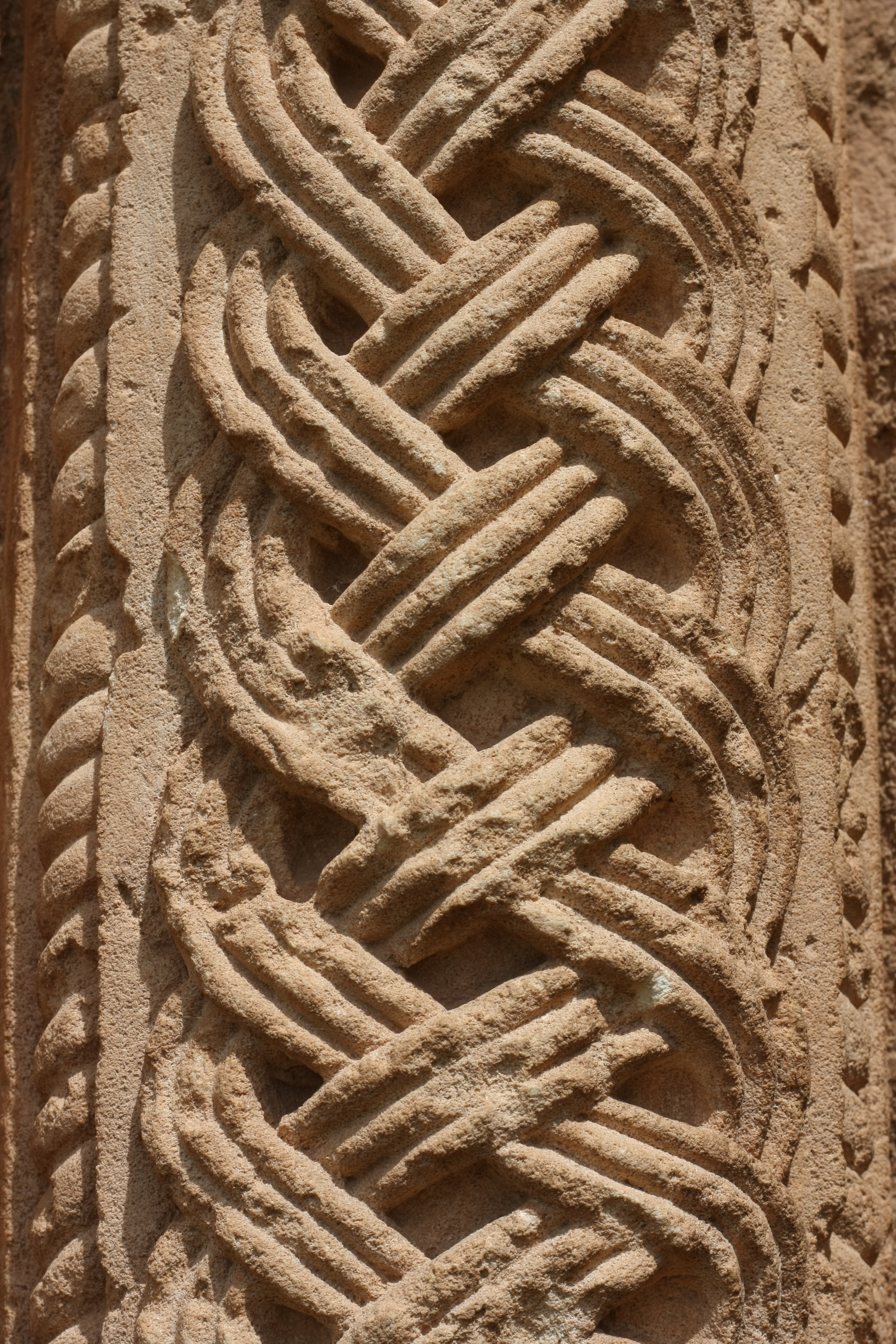
Steinernes Flechtband